# System Niejawnej Poczty Internetowej Opal
System Niejawnej Poczty Internetowej „Opal” (w skrócie SNPI OPAL) – rządowy system zapewniający przesyłanie drogą elektroniczną, przy wykorzystaniu Internetu, informacji niejawnych o klauzuli „zastrzeżone” pomiędzy wszystkimi podmiotami administracji publicznej odpowiedzialnymi za zarządzanie kryzysowe.  
Decyzję o wdrożeniu systemu niejawnej poczty internetowej „Opal” podjęła Rada Ministrów na posiedzeniu w dniu 26 kwietnia 2005 r. Zadanie uruchomienia systemu powierzone zostało ministrowi spraw wewnętrznych i administracji, który został zobowiązany (we współpracy z szefem ABW) do wdrożenia systemu dla wszystkich podmiotów administracji rządowej odpowiedzialnych za zarządzanie kryzysowe.
System SNPI OPAL jest wdrożony w około 190 urzędach, a liczba jego użytkowników systematycznie wzrasta. Obejmuje on użytkowników w ministerstwach, urzędach centralnych, wojewódzkich centrach zarządzania kryzysowego, komendach wojewódzkich Policji i Państwowej Straży Pożarnej, oddziałach Straży Granicznej oraz stałych przedstawicielstwach RP przy Unii Europejskiej i NATO.